# برایس دسنر
برایس دسنر (انگلیسی: Bryce Dessner؛ زادهٔ ۲۳ آوریل ۱۹۷۶) آهنگساز و گیتارنواز اهل ایالات متحده آمریکا است. او یکی از اعضای گروه موسیقی راک د نشنال است. او همچنین برادر آرون دسنر است، که هر دو عضو گروه د نشنال هستند.
برایس در طول حرفهٔ خود با هنرمندانی از جمله فیلیپ گلس، استیو رایش، پل سایمون، سوفیان استیونز، نیکو میولی، جانی گرینوود، ریوئیچی ساکاموتو، الخاندرو گونسالس اینیاریتو و تیلور سوئیفت همکاری داشته‌است.